# Cervignano d'Adda
Cervignano d'Adda une commune italienne d'environ 2 000 habitants située dans la province de Lodi dans la région Lombardie dans le nord de l'Italie.

## Géographie

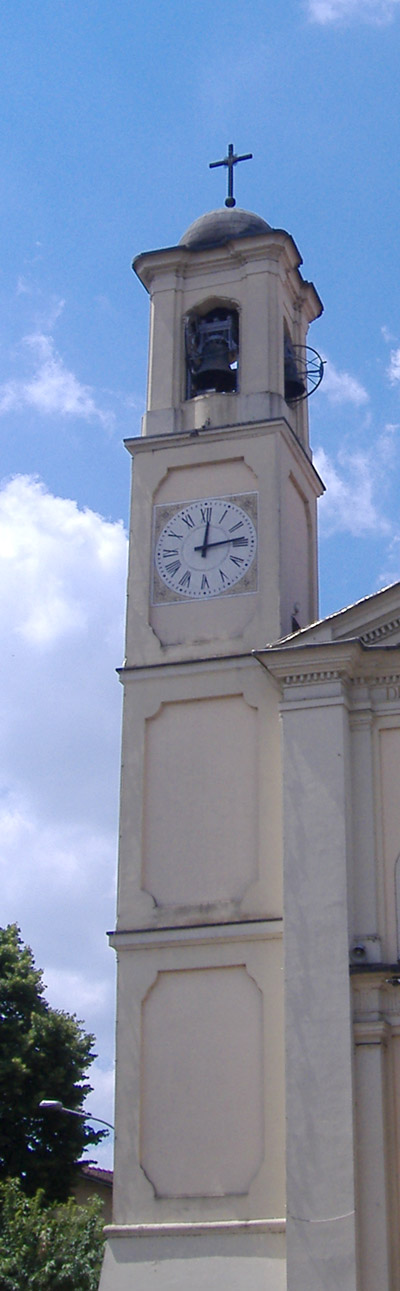
Le clocher de l'église

Cervignano d'Adda se trouve à mi-chemin entre le fleuve Adda et le canal Muzza, à 35 kilomètres au sud de Milan et à 15 kilomètres au nord de Lodi.

## Histoire
En 1530, le duc de Milan Francesco Sforza cède ce village à Alexandre Remignani, qui l'octroie lui-même ensuite à une famille de Naples, les Tassis.
Dans la Via della Chiesa se trouve une très belle fresque de la Vierge, à côté d'une maison où demeuraient des religieuses jusqu'en 1928. Après cette date, les sœurs ont emmenagé au Palais Granata, qui est ensuite devenu l'hôtel de ville.
La fresque a été restaurée en 1949 par le maître Cesare Minestra.

### Hameaux

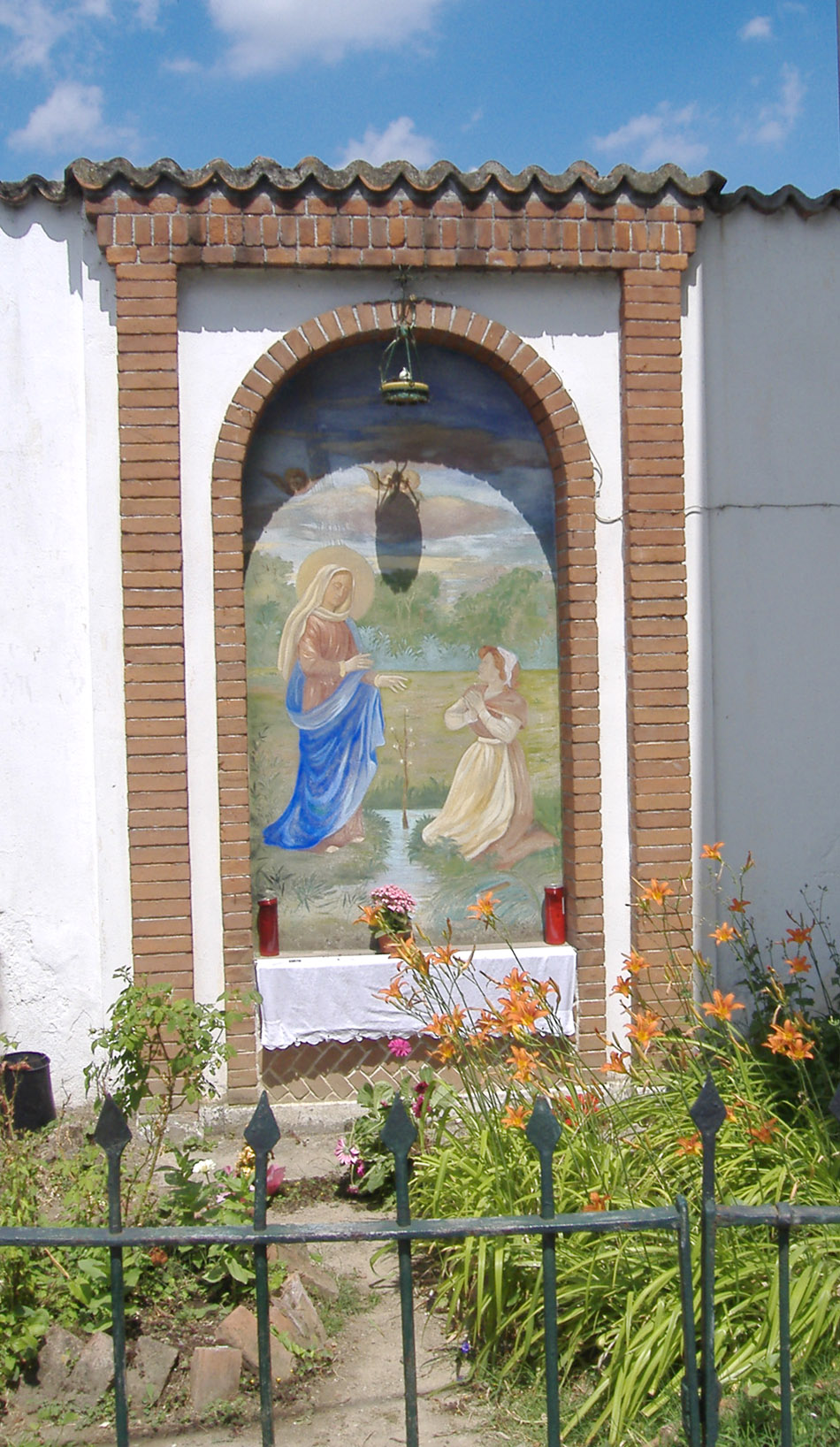
La fresque de Notre-Dame

## Administration
| Période                                  | Période | Identité | Étiquette | Qualité |
| ---------------------------------------- | ------- | -------- | --------- | ------- |
|                                          |         |          |           |         |
| Les données manquantes sont à compléter. |         |          |           |         |

### Communes limitrophes
Zelo Buon Persico, Mulazzano, Galgagnano.